# راکوواتس (بویانوواتس)
راکوواتس (به صربی: Rakovac) یک منطقهٔ مسکونی در صربستان است که در بوجانوواچ واقع شده‌است. راکوواتس ۹۷۷ نفر جمعیت دارد.